# Nabelcus
Nabelcus ist der Name eines keltischen Gottes, der nach der Interpretatio Romana mit Mars gleichgesetzt wurde.
Der Name Nabelcus ist auf drei Weiheinschriften bei Saint-Didier im Département Vaucluse (Carpentrate in der römischen Provinz Gallia Narbonensis) zu finden: zwei davon in Monieux, eine in Carpentras. Eine ansonsten unbekannte Dea Eviata soll die spezielle Quellgöttin der naheliegenden Thermen gewesen sein.